# Fontein met boegbeelden
Fontein met boegbeelden is de exacte omschrijving van een artistiek kunstwerk staande op het Amsterdamse Marineterrein, Kattenburg.
Plaatsing van het beeld was te danken aan de 1%-regeling, waarbij 1% van de bouwkosten voor nieuwe dan wel gerestaureerde gebouwen besteed moest worden aan kunst in de openbare ruimte. In dit geval vloeide het voort uit de restauratie van het poortgebouw naar het Marineterrein, Voorwerf. Aan Arthur Spronken werd gevraagd een fontein te ontwerpen, hij liet zijn beeld verwijzen naar de scheepvaart. Hij kwam met vier vrouwelijke boegbeelden die op hun rug de wereldbol dragen. Doordat tevens water op de bol wordt gespoten lijkt die bol te draaien. Spronken was bekend van zijn dynamische beelden.

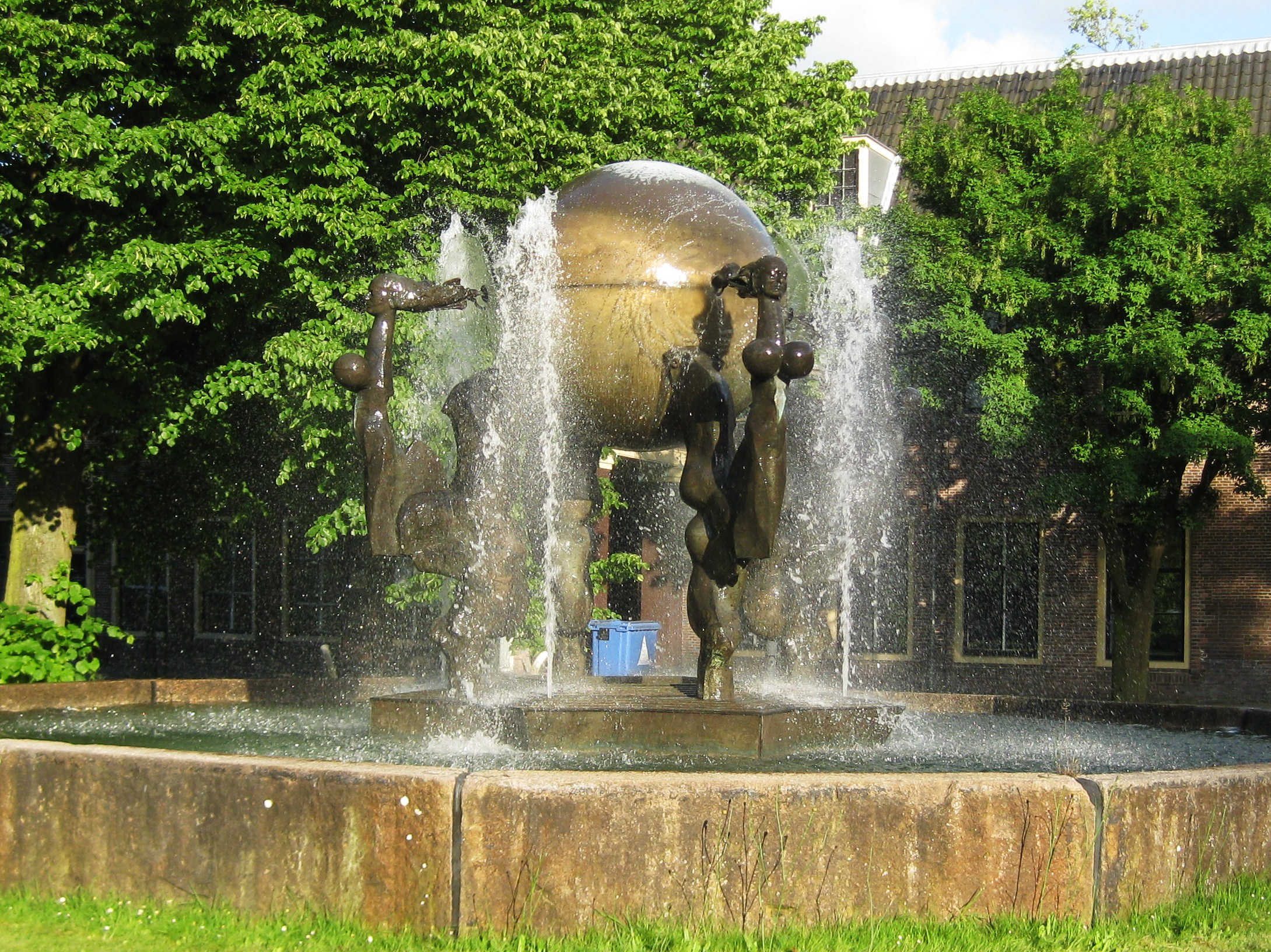
Fontein in 2012)